# Frauencomputerzentrum Berlin

Das Frauencomputerzentrum Berlin e. V. (FCZB) (Eigenschreibweise: FrauenComputerZentrumBerlin e. V. (FCZB)) ist eine seit 1984 bestehende Weiterbildungseinrichtung von und für Frauen. Das FCZB hat seinen Sitz in Berlin und ist über diverse Projekte auch bundesweit und international tätig.

## Die Organisation
Träger des FrauenComputerZentrumBerlin ist der gemeinnützige Verein FrauenComputerZentrumBerlin e. V. (FCZB).
Vorstandsvorsitzende: Heike Wiesner
Vorstandsmitglieder: Petra Heidenfelder und Nenja Wolbers.
Geschäftsführerinnen:
- bis 2017: FCZB-Co-Gründerin Renate Wielpütz
- 2017–2023: Karin Reichel
- seit 2023: Judith Engelke, Elisa Marchese, Duscha Rosen, Janine Rosenheinrich[1]

Das FCZB finanziert sich überwiegend durch öffentliche Fördermittel in regionalem, nationalem und europäischem Kontext sowie in begrenztem Umfang durch Einnahmen aus Fortbildungsangeboten. Aktuell sind um die 35 Mitarbeiterinnen festangestellt, zahlreiche freie Mitarbeiterinnen kommen hinzu.

## Ziele und Arbeitsweise
Das FCZB bietet schwerpunktmäßig Weiterbildungen für Frauen im IT-Themenumfeld an. Das Zentrum war die erste Organisation in Deutschland, die regelmäßig IT-Weiterbildungen für Frauen angeboten hat. Diese dienen dazu, Frauen mit aktuellem IT-Know-how neue berufliche Chancen zu erschließen und eine qualifizierte, existenzsichernde Beschäftigung aufzunehmen. Andere Projekte vermitteln kritische Medienkompetenz, um die digitale Teilhabe und Selbstbestimmung von besonders vulnerablen Personengruppen zu stärken. Gleichzeitig werden im Rahmen bundesweiter und europäischer Projekte auch Konzepte für die Implementierung von Gender-Mainstreaming und Diversity-Strategien in Wirtschaft und Weiterbildungssektor entwickelt.

## Geschichte
Bis zum Jahr 2000 war der Berliner Frauenbund 1945 e. V. der Trägerverein des FCZB. Seit 2000 ist der gemeinnützige Verein FrauenComputerZentrumBerlin e. V. (FCZB) Träger der Projekte.
1984 führten die Gründerinnen des FCZB die erste IT-Fortbildung für Berufsrückkehrerinnen in Teilzeit durch. Die Weiterbildung wurde bis 2023 unter verschiedenen Namen und mit aktualisierten Inhalten 2 × jährlich durchgeführt, gefördert vom Land Berlin.
Ab 2001 erstellte das FCZB die erste und bisher einzige Europäische Datenbank Frauen in Führungspositionen in Wirtschaft und Politik.
Im Juli 2004 eröffnete das FCZB das deutschlandweit erste IT-Selbstlernzentrum für Frauen. Selbstgesteuertes Lernen, Lebenslanges Lernen und Blended Learning (Mischung aus E-Learning und Präsenzlernen) sind seit 2005 grundlegende Elemente der verschiedenen Weiterbildungen. Zur Umsetzung betreibt das FCZB u. a. eine eigene E-Learning-Plattform auf Moodle-Basis. 2005 erfolgte die erste Zertifizierung des FCZB nach dem LQW-[Qualitätsmanagementsystem]- eine Zertifizierung für Weiterbildungsorganisation.

## Arbeitsschwerpunkte
Haupttätigkeitsfelder des FCZB sind die berufliche Qualifizierung von erwerbslosen Frauen mit unterschiedlichen Hintergründen und die Vermittlung von Kompetenzen zur digitalen Teilhabe und Selbstbestimmung in einer digital gespaltenen Gesellschaft, insbesondere für Menschen, die besonders vom Ausschluss bedroht sind.
Für den eigenen Bedarf und um die große gesellschaftliche Nachfrage nach Personal zur Vermittlung digitaler Kompetenzen zu bedienen, qualifiziert das FCZB immer wieder Multiplikatorinnen als IT-Trainerinnen.
In innovativen Modellvorhaben entwickelt das FCZB sein Know-how digitaler Weiterbildung mit gender-diversity-sensibler Didaktik regelmäßig auch in Projektpartnerschaften der EU, die auf Gleichstellung auf dem Arbeitsmarkt und in der digitalisierten Gesellschaft zielen.
Datenschutz, Datensicherheit und digitale Selbstverteidigung als Prävention vor digitaler Gewalt online gehören zu wichtigen Lerninhalten aktueller Fortbildungen.

## Bisherige Projekte (Auswahl)
- IT-Know-how für Berufsrückkehrerinnen, erwerbslose Frauen, berufstätige Frauen, die ihre  digitalen Kompetenzen für den Beruf aktualisieren möchten, z. B. IT- und Medienkompetenzzentrum
- Medenkompetenzen und Work-Life-Balance für Frauen mit gesundheitlichen Beeinträchtigungen und Behinderungen, PORTA Medienkompetenzen
- Angebote für Frauen mit Flucht- oder Migrationsbiografie, z. B. Digtal Empowerment für geflüchtete Frauen in Berlin[8]
- Verschiedene Train-the-Trainer-Weiterbildungen für Multiplikatorinnen, die digitale Kompetenzen diskriminierungsarm vermitteln möchten, ua. MIKADO – Multiplikatorinnen Fortbildung Digital Empowerment[9]
- Beratungsangebote zu Organisations- und Personalentwicklung für mehr Gleichstellung und Diversität in Unternehmen und Institutionen, z. B. aktuell  fairbalanceworks Gleichstellung in Berliner KMU[10] Berlin Divercity, EQUAL-Entwicklungspartnerschaft zur Entwicklung von Kriterien für die Einbeziehung von Gender-Diversity in Unternehmen und Institutionen (2005–2007)[11], und Gendermainstreaming in der Informationsgesellschaft (2003-2005)
- Diverse regionale, bundesweite und europäische Projekte in den Bereichen Verbesserung der beruflichen Bildung und Übergangsmanagement für den Strafvollzug (2004–2023), z. B. das Projekt MUNIA[12]

## Preise und Auszeichnungen
- 2010 Total E-Quality
- 2009 Wege ins Netz, Stiftung Digitale Chancen
- 2008 Kulturelle Vielfalt am Arbeitsplatz, Charta der Vielfalt
- 2007 Wege ins Netz, Stiftung Digitale Chancen
- 2001 Total E-Quality
- 1986 Ada Lovelace Gedenkpreis[13]